# Campionati europei juniores di scherma 2019
I Campionati europei juniores di scherma del 2019 (2019 European Juniors Fencing Championships) sono stati organizzati dalla Confederazione europea di scherma e si sono svolti a Foggia, in Italia, dal 27 febbraio al 3 marzo 2019.
Nel fioretto, si sono aggiudicati il titolo di campione europeo gli italiani Tommaso Marini, che ha battuto in finale il russo Anton Borodačëv, e Serena Rossini che ha avuto la meglio sulla russa Anna Udovičenko.
Nella spada il magiaro Máté Koch ha battuto in finale l'austriaco Alexander Biro, mentre tra le donne l'italiana Federica Isola ha superato la russa Evgenija Žarkova.
Nella sciabola l'italiano Matteo Neri ha prevalso sul russo Vladislav Pozdnjakov, mentre la magiara Liza Pusztai ha battuto la russa Alina Michajlova.
Nei campionati europei juniores a squadre maschili, la nazionale russa ha prevalso nella finale del fioretto contro l'Italia, mentre la nazionale polacca ha vinto nella spada contro la formazione italiana, ed infine la nazionale francese ha avuto la meglio sulla compagine italiana nella sciabola.
Nei campionati europei juniores a squadre femminili, la nazionale italiana ha prevalso nella finale del fioretto contro la Russia, la Russia ha vinto nella spada contro la compagine italiana, ed infine la formazione tedesca ha avuto la meglio sulla nazionale italiana nella sciabola.

## Uomini
| Specialità  | Oro                                                                          | Argento                                                                        | Bronzo                                                                         |
| Individuali |                                                                              |                                                                                |                                                                                |
| Fioretto    | Tommaso Marini                                                               | Anton Borodačëv                                                                | Vladislav Myl'nikov Armand Spichiger                                           |
| Spada       | Máté Koch                                                                    | Alexander Biro                                                                 | Davide Di Veroli Topias Tauriainen                                             |
| Sciabola    | Matteo Neri                                                                  | Vladislav Pozdnjakov                                                           | Nika Shengelia Galin Genov                                                     |
| A squadre   |                                                                              |                                                                                |                                                                                |
| Fioretto    | Russia Bogdan Barmakov Anton Borodačëv Kirill Borodačëv Vladislav Myl'nikov  | Italia Alessio Di Tommaso Tommaso Marini Alessandro Stella Pietro Velluti      | Francia Tyvan Bibard Constant Roger Rafaël Savin Armand Spichiger              |
| Spada       | Polonia Wojciech Kolańczyk Wojciech Lubieniecki Damian Michalak Wiktor Szkop | Italia Gianpaolo Buzzacchino Daniel De Mola Davide Di Veroli Giacomo Gazzaniga | Francia Titouan Chotin Simon Contrepois Lilian Nguefack Arthur Philippe        |
| Sciabola    | Francia Eliott Bibi Jules Geraud Sébastien Patrice Maxime Pianfetti          | Italia Michele Gallo Giacomo Mignuzzi Matteo Neri Lorenzo Roma                 | Russia Magamed Chalimbekov Vladislav Pozdnjakov Artëm Celyšëv Kirill Tjuljukov |

## Donne
| Specialità  | Oro                                                                            | Argento                                                                        | Bronzo                                                                    |
| Individuali |                                                                                |                                                                                |                                                                           |
| Fioretto    | Serena Rossini                                                                 | Anna Udovičenko                                                                | Martina Favaretto Adelina Bikbulatova                                     |
| Spada       | Federica Isola                                                                 | Evgenija Žarkova                                                               | Elvira Martensson Manana Saumova                                          |
| Sciabola    | Liza Pusztai                                                                   | Alina Michajlova                                                               | Caitlin Maxwell Giulia Arpino                                             |
| A squadre   |                                                                                |                                                                                |                                                                           |
| Fioretto    | Italia Martina Favaretto Serena Puglia Marta Ricci Serena Rossini              | Russia Adelina Bikbulatova Elena Petrova Aleksandra Sundučkova Anna Udovičenko | Ungheria Nóra Hajas Lilla Hanzl Anna Pöltz Anna Szántay                   |
| Spada       | Russia Aizanat Murtazaeva Manana Saumova Anastasija Soldatova Evgenija Žarkova | Italia Alessandra Bozza Beatrice Cagnin Federica Isola Gaia Traditi            | Francia Emma Lauvray Aliya Luty Solene Mbiim Éloïse Vanryssel             |
| Sciabola    | Germania Anna-Lena Buerkert Larissa Eifler Julika Funke Lisa Gette             | Italia Giulia Arpino Chiara Pagano Fusco Claudia Rotili Benedetta Taricco      | Ungheria Sugár Katinka Battai Dorottya Bérczy Valentina Nagy Liza Pusztai |